# جون نوفاك
جون نوفاك (بالإسبانية: John Novak) هو ممثل فنزويلي، ولد في 9 سبتمبر 1955 بكاراكاس في فنزويلا.

## أعمال

### أفلام
- (1994) أساطير الخريف[2][3]
- (2007)  النجاة
- (2007) حرب

## وصلات خارجية
- جون نوفاك على موقع IMDb (الإنجليزية)
- جون نوفاك على موقع ألو سيني (الفرنسية)
- جون نوفاك على موقع أول موفي (الإنجليزية)
- جون نوفاك على موقع قاعدة بيانات الأفلام السويدية (السويدية)
- جون نوفاك على موقع قاعدة بيانات الفيلم (الإنجليزية)
- جون نوفاك على موقع ANN person (الإنجليزية)